# Kosatec různobarvý
Kosatec různobarvý (Iris variegata) je nízká, na jaře žlutě kvetoucí rostlina, jeden z původních a přesto vyhynutím ohrožených druhů květeny České republiky.

## Rozšíření
Hlavní místo výskytu je v panonské oblasti Střední Evropy odkud severním okrajem zasahuje na jižní Moravu a Slovensko. Ostrůvkovitě se druh objevuje i na západní Ukrajině, v jižním Rumunsku a Bulharsku i na jihozápadě Německa. V ČR byl mimo svůj přirozený výskyt na Moravě uměle vysazen do volné přírody v Českém krasu a Českém středohoří.
Roste na okrajích světlých lesů a jejich paloucích, ve stepích, v nízkých teplomilných trávnicích na mělkých a vysychavých půdách i v písčinách. Vadí mu konkurence vzrostlejších rostlin a zastínění.

## Popis
Vytrvalá bylina s přímou, v horní části málo větvenou lodyhou která dorůstá do výše 20 až 50 cm. Olistěná lodyha vyrůstá z krátkého, asi 3 cm tlustého a rozvětveného oddenku a na bázi mívá sterilní výběžky. Listy jsou přízemní i lodyžní, oba bývají mečovité a slabě srpovitě zahnuté, ostře zašpičatělé, 12 až 30 cm dlouhé a 8 až 28 mm široké. Na vrcholu lodyh a jejich větví vyrůstají ve dvou až pětikvětém vějířku téměř přisedlé, nevonné a rozdílně zbarvené nažloutlé květy. Spodní toulcovité listeny jsou bylinné a bývají červeně naběhlé.
Šest okvětních lístků je umístěno ve dvou kruzích. Vnější lístky jsou žluté až žlutobílé s výrazným fialovým nebo červenohnědý žilkováním, obloukovitě rozestálé a mají kartáčky vícebuněčných chlupů. Vnitřní jsou světle žluté až zlatožluté, rostou šikmo vzhůru, jsou prohnuté a jejich vrcholy směřují do středu. Vespod jsou všechny lístky srostlé a vytvářejí trubku až 25 mm dlouhou. Tyčinky jsou tři, úzce elipsoidní semeník nese žlutou čnělku s lupenitými, po okrajích pilovitými rameny. Kvetou od konce dubna do počátku června, opylovány jsou hmyzem lákaným na nektar. Plody jsou válcovité tobolky s vejčitými svrasklými semeny. Počet chromozomů je 24.

## Ohrožení
Kosatec různobarvý je považován „Červeným seznamem ohrožených rostlin“ stejně jako „vyhláškou MŽP ČR č. 395/1992 Sb“ za silně ohrožený druh (C2b, §2) květeny ČR.